# United (canción de Judas Priest)
«United» es una canción de la banda británica de heavy metal Judas Priest, incluida como la quinta pista del álbum British Steel de 1980. En agosto del mismo año se publicó como el tercer sencillo del disco, a través de CBS Records para el Reino Unido y por Columbia para los Estados Unidos.
Al igual que todas las canciones del álbum fue escrita por Rob Halford, K.K. Downing y Glenn Tipton, cuyas letras tratan sobre la unión de los seguidores del heavy metal. En cuanto a su ritmo es muy similar a «Take On the World», principalmente en el sonido de la batería.
Durante la gira British Steel Tour fue interpretada en vivo e incluso en el mismo año, participaron en el programa de televisión Top of the Pops donde se grabó un video promocional que ayudó en gran parte para que se posicionara en el lugar 26 en los UK Singles Chart. Dicha presentación se remasterizó y se incluyó como material extra en el DVD Electric Eye de 2003. También, su único registro oficial en vivo es el álbum Live in London también de 2003, grabada con Tim Owens en la voz.

## Lista de canciones
| N.º | Título    | Duración |  |
| 1.  | «United»  | 3:34     |  |
| 2.  | «Grinder» | 3:58     |  |

## Músicos
- Rob Halford: voz
- K.K. Downing: guitarra eléctrica
- Glenn Tipton: guitarra eléctrica
- Ian Hill: bajo
- Dave Holland: batería